# 門馬良 デイリーファイル
門馬良 デイリーファイル（もんまりょうでいりーふぁいる）は2006年10月2日から2009年4月3日までRKB毎日放送（RKBラジオ）で放送されていた平日夕方の情報番組である。

## 放送時間
- 月曜日〜金曜日 16:00〜17:00（JST）

## パーソナリティ
- 門馬良
- 葉山さつき

## コーナー
- Today's File…各紙夕刊の記事をピックアップし、紹介するコーナー。
- Sports File…福岡ソフトバンクホークスの情報のほか、スポーツ関連のニュースを紹介するコーナー。
- Topics File…専門家と電話をつなぎ、最近気になる話題を紹介するコーナー。
- Opinion File…前番組「歌謡曲ヒット情報」で発表されたテーマに基づいて、リスナーからのメールなどを紹介するコーナー。
- 小学生Report File（金曜日）…エリア内の小学生がリポーターとなり、校区内の話題を紹介するコーナー。
- RKBラジオショッピング